# Ro8-4304
Ro8-4304 je antagonist NMDA receptora.